# Galicea Mare
Galicea Mare – wieś w Rumunii, w okręgu Dolj, w gminie Galicea Mare. W 2011 roku liczyła 4268 mieszkańców.